# Žďárské vrchy
Žďárské vrchy är en bergskedja i Tjeckien. Den ligger i den centrala delen av landet, 130 km öster om huvudstaden Prag.
Žďárské vrchy sträcker sig 69 km i sydvästlig-nordostlig riktning. Den högsta toppen är Devět Skal, 836 meter över havet.